# Nom (Haute-Savoie)
Pour les articles homonymes, voir Nom (homonymie).
Le Nom est un torrent de France situé en Haute-Savoie, dans la chaîne des Aravis et le massif des Bornes. Il prend sa source au-dessus du col des Aravis, fait une très courte incursion sur le territoire communal de la Giettaz en Savoie avant de passer par les villages de la Clusaz, Saint-Jean-de-Sixt et les Villards-sur-Thônes et de se jeter dans le Fier à Thônes.

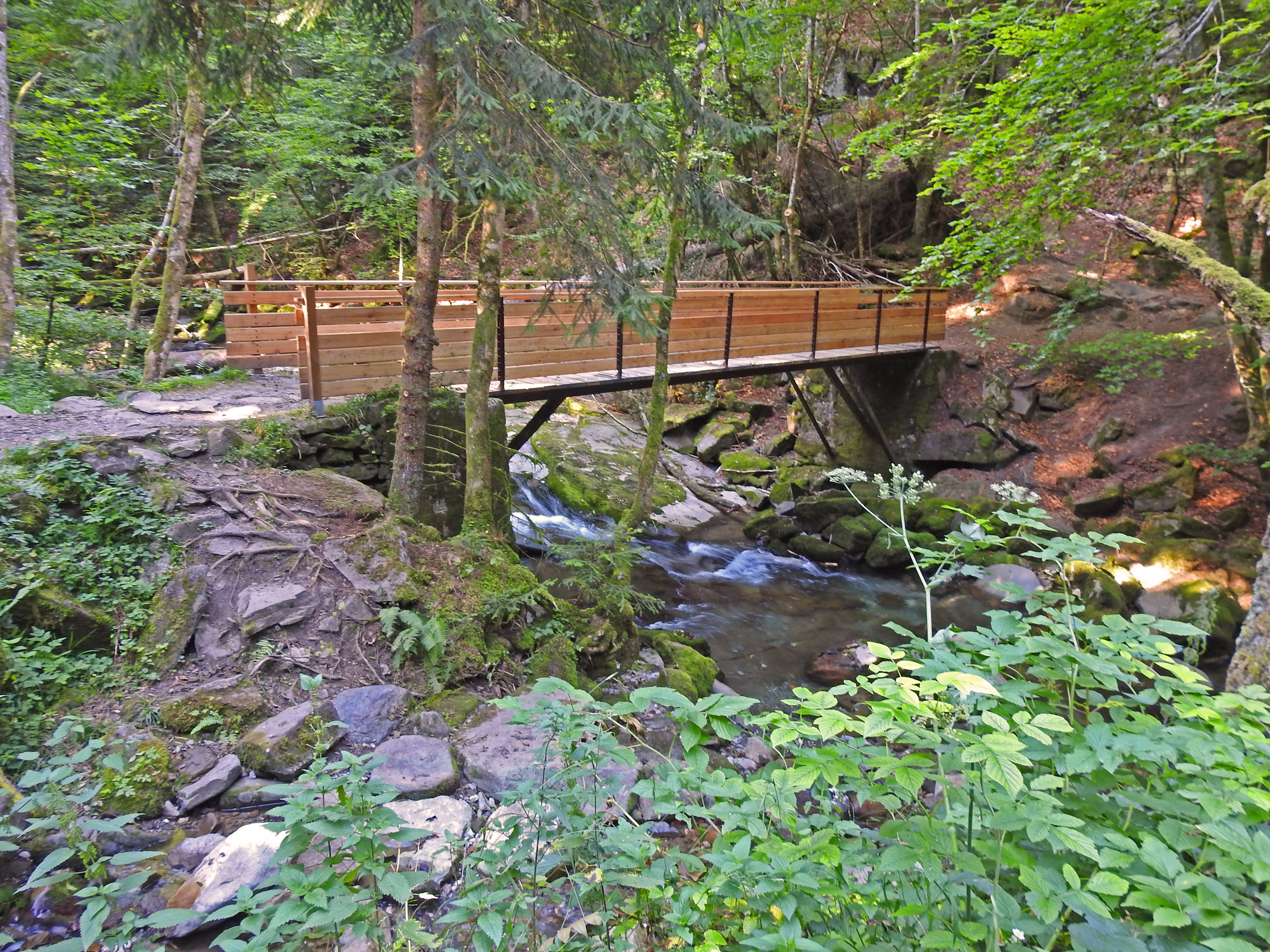
Passerelle sur le Nom à Saint-Jean-de-Sixt